# Monkey on My Back
Monkey on My Back è un singolo del gruppo musicale statunitense Aerosmith, estratto dal decimo album del gruppo, Pump, del 1989. Il brano fu scritto dal cantante Steven Tyler e dal chitarrista Joe Perry. È stato pubblicato come singolo promozionale per le radio rock nel 1990, raggiungendo la posizione numero 17 della Mainstream Rock Songs.

## Storia
Monkey on My Back è probabilmente la prima canzone in cui gli Aerosmith trattano direttamente della tossicodipendenza e dei problemi avuti in passato, ottenendo delle "scimmie sulla schiena". Nel video-documentario The Making of Pump, Steven Tyler ha fatto notare di come questa sia una delle poche canzoni in Pump a contenere la parola "fuck", nel verso "Feeding that fuckin' monkey on my back" ("Alimentando le fottute scimmie sulla mia schiena"). Tyler sentiva il bisogno di fare uso di tale parola, per rendere il testo della canzone più duro e raccogliere una maggiore attenzione sulla questione. Sentiva che il messaggio del pezzo sarebbe arrivato ai ragazzi, e che era necessario per raccontare le conseguenze del consumo di droga.

## In concerto
Gli Aerosmith hanno eseguito la canzone in diverse loro famose apparizioni televisive, tra cui al Saturday Night Live del 21 febbraio 1990 e al loro 'MTV Unplugged del 18 settembre dello stesso anno.
Monkey on My Back è inclusa nell'album live A Little South of Sanity del 1998.